# 利扬库尔
利扬库尔（法語：Liancourt，法語發音：[ljɑ̃kuʁ]）是法国瓦兹省的一个市镇，位于该省南部，属于克莱蒙区。

## 地理
利扬库尔（49°19'51"N, 2°27'55"E）面积4.75 平方千米，位于法国上法蘭西大區瓦兹省，该省份为法国北部内陆省份，北起索姆省，西接厄尔省和滨海塞纳省，南至塞纳-马恩省和瓦兹河谷省，东临埃纳省。
与利扬库尔接壤的市镇（或旧市镇、城区）包括：巴耶瓦勒、科夫里、朗蒂尼、罗苏瓦、韦尔德罗讷、莫涅维尔。
利扬库尔的时区为UTC+01:00、UTC+02:00（夏令时）。

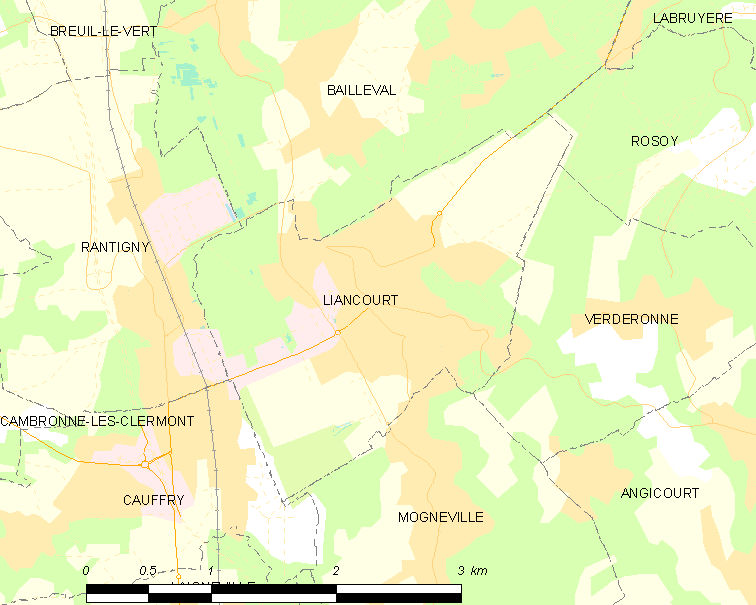
利扬库尔的OSM定位图

## 行政
利扬库尔的邮政编码为60140，INSEE市镇编码为60360。

## 政治
利扬库尔所属的省级选区为克莱蒙县。

## 人口

1962-2008年间利扬库尔人口变化图示

利扬库尔于2022年1月1日时的人口数量为6884人。